# Neopeltidae
Neopeltidae is een familie van sponsdieren uit de klasse van de Demospongiae (gewone sponzen). 

## Geslachten
- Callipelta Sollas, 1888
- Daedalopelta Sollas, 1888
- Homophymia Vacelet & Vasseur, 1971
- Neopelta Schmidt, 1880